# Llista de municipis de Gorizia
Aquesta és una llista de municipis de la província de Gorizia, amb el nom tant en italià com en friülà, així com la regió a la qual pertanyen.
| Italià                  | Friülà                         | Part del Friul       |
| ----------------------- | ------------------------------ | -------------------- |
| Capriva del Friuli      | Caprive                        | Friûl di la dal Clap |
| Cormons                 | Cormons                        | Cuei                 |
| Doberdò del Lago        | Dobardò                        | Cjars gurizan        |
| Dolegna del Collio      | Dolegne                        | Cuei                 |
| Farra d'Isonzo          | Fare                           | Friûl di la dal Clap |
| Fogliano Redipuglia     | Foian                          | Bisiacaria           |
| Gorizia                 | Gurize                         | Friûl di la dal Clap |
| Gradisca d'Isonzo       | Gardiscje o Gardiscje Imperiâl | Friûl di la dal Clap |
| Grado (Gorizia)         | Grau                           | Basse orientâl       |
| Mariano del Friuli      | Marian                         | Friûl di la dal Clap |
| Medea (Gorizia)         | Migjee                         | Friûl di la dal Clap |
| Monfalcone              | Monfalcon                      | Bisiacaria           |
| Moraro                  | Morâr                          | Friûl di la dal Clap |
| Mossa                   | Mosse                          | Friûl di la dal Clap |
| Romans d'Isonzo         | Romans dal Lusinç              | Friûl di la dal Clap |
| Ronchi dei Legionari    | Roncjis                        | Bisiacaria           |
| Sagrado                 | Sagrât                         | Bisiacaria           |
| San Canzian d'Isonzo    | San Canzian                    | Bisiacaria           |
| San Floriano del Collio | San Florean dal Cuei           | Cuei                 |
| San Lorenzo Isontino    | Sant Lurinç dal Lusinç         | Friûl di la dal Clap |
| San Pier d'Isonzo       | San Pieri dal Lusinç           | Bisiacaria           |
| Savogna d'Isonzo        | Savogne di Gurize              | Cjars gurizan        |
| Staranzano              | Staranzan                      | Bisiacaria           |
| Turriaco                | Turiàc                         | Bisiacaria           |
| Villesse                | Vilès                          | Friûl di la dal Clap |